# Ahvonjärvi
Ahvenlampi eller Ahvonjärvi är en sjö i Finland. Den ligger i kommunen Kittilä i landskapet Lappland, i den norra delen av landet, 900 km norr om huvudstaden Helsingfors. Ahvonjärvi ligger 250,4 meter över havet. Arean är 12,2 hektar och strandlinjen är 1,32 kilometer lång. Sjön  ingår i Kemi älvs huvudavrinningsområde. 